# Máriaremetei út
A Máriaremetei út Budapest II. kerületének egyik főútvonala, az egykor II/A kerületként is emlegetett pesthidegkúti városrész második legfontosabb útvonala a Hidegkúti út után.

## Nyomvonala
Hűvösvölgy városrész északi részén, Erzsébettelek és Hársakalja kerületrészek találkozása közelében ágazik ki a Hidegkúti útból, nem messze attól a ponttól, ahol az utóbbi út a kezdetét veszi, a város belsőbb részeiből idáig húzódó Hűvösvölgyi út folytatásaként. Nyugat-északnyugati irányban indul, az Ördög-árok völgyében, a patak folyásától néhány tíz méterre északra. Nagyjából a Nagyrét utcai kereszteződéséig a kiindulási irányát követi, Remetekertváros házai között, majd ott néhány kisebb kanyarvétel után északi irányba fordul, apránként távolodva a pataktól, amelynek völgye szintén kanyarodik, de inkább csak észak-északnyugat felé.
A Tompa Mihály utcai kereszteződéstől egy erős emelkedőn halad fel, meredek szakasza nagyjából a Kisfaludy Sándor utca keresztezéséig tart, itt keletről Széphalom, nyugatról a névadó Máriaremete kerületrész kertes házai emelkednek a környékén. Az út iránya az emelkedéstől függetlenül lényegében változatlan marad, a máriaremetei Templomkert északnyugati sarkáig, a Hímes utca kiágazásáig továbbra is észak felé húzódik.
Ott északkeletre fordul, majd a Bölény utca keresztezését elhagyva még egy kicsit keletebbi irányt vesz és itt egy erős lejtőre ér. A lejtő végén lámpás kereszteződéssel torkollik vissza a Hidegkúti útba, Pesthidegkút-Ófalu központi részétől nem messze, attól kissé északnyugatra.

## Története
Neve valamikor a második világháborút követő időszakban Dimitrov út lett, Georgi Dimitrov bolgár kommunista után, akinek egy időben szobra is állt itt, e nevet a rendszerváltás környékéig, a Budapest lexikon adata szerint 1992-ig viselte. (Más források szerint 1991 nyarán már Máriaremetei út volt.)

## Jelentősebb épületei
- 34. szám: Szentlélek-plébániatemplom – Kismarty-Lechner Jenő, 1942
- 71. szám: Remetekertvárosi általános iskola
- egykori Petőfi Sándor Művelődési Ház, korábban nagyvendéglő
- Templomkert: máriaremetei kegyhely (máriaremetei Kisboldogasszony-templom)
- 207. szám: Budapesti Gustave Eiffel Francia Iskola

## Közlekedés
A Máriaremetei úton végighalad az 57-es buszcsalád három, hurokjáratként közlekedő tagja, az 57-es busz és az ezt éjszaka helyettesítő 956-os viszonylat, amelyek a házszámozás növekedésével azonos irányban, tehát Hűvösvölgytől Máriaremete felé, északnak tartva, valamint a 257-es busz, amely az ellenkező irányban, Pesthidegkút-Ófalutól Hűvösvölgy felé halad. Ezen felül a Nagyrét utcai kereszteződésig a Máriaremetei úton közlekednek a Budaligetre, illetve azon át Solymár kerekhegyi községrészére tartó 157A és 157-es buszok, valamint a Remeteszőlőst és Nagykovácsit kiszolgáló 63-as és éjszakai 963-as járatok is.